# Jełambuj Pierwyj
Jełambuj Pierwyj (ros. Еламбуй Первый) – wieś (dieriewnia) w Rosji, w Kraju Permskim, w rejonie kujedińskim. W 2010 liczyła 83 mieszkańców.